# MCV DD103
MCV DD103 — двухэтажный автобус, выпускавшийся египетской компанией MCV Bus and Coach с 2011 по 2014 год на шасси Volvo B9TL.

## Описание
MCV DD103 был запущен в производство в мае 2011 года. Первый автобус поступил в Лондон.
В 2012 году компания Golden Tours закупила 9 автобусов MCV DD103, причём 6 из них с открытым верхом. В 2014 году поступило ещё 11 экземпляров.
Значительная часть автобусов эксплуатируется компанией Wessex Bus.

## Галерея

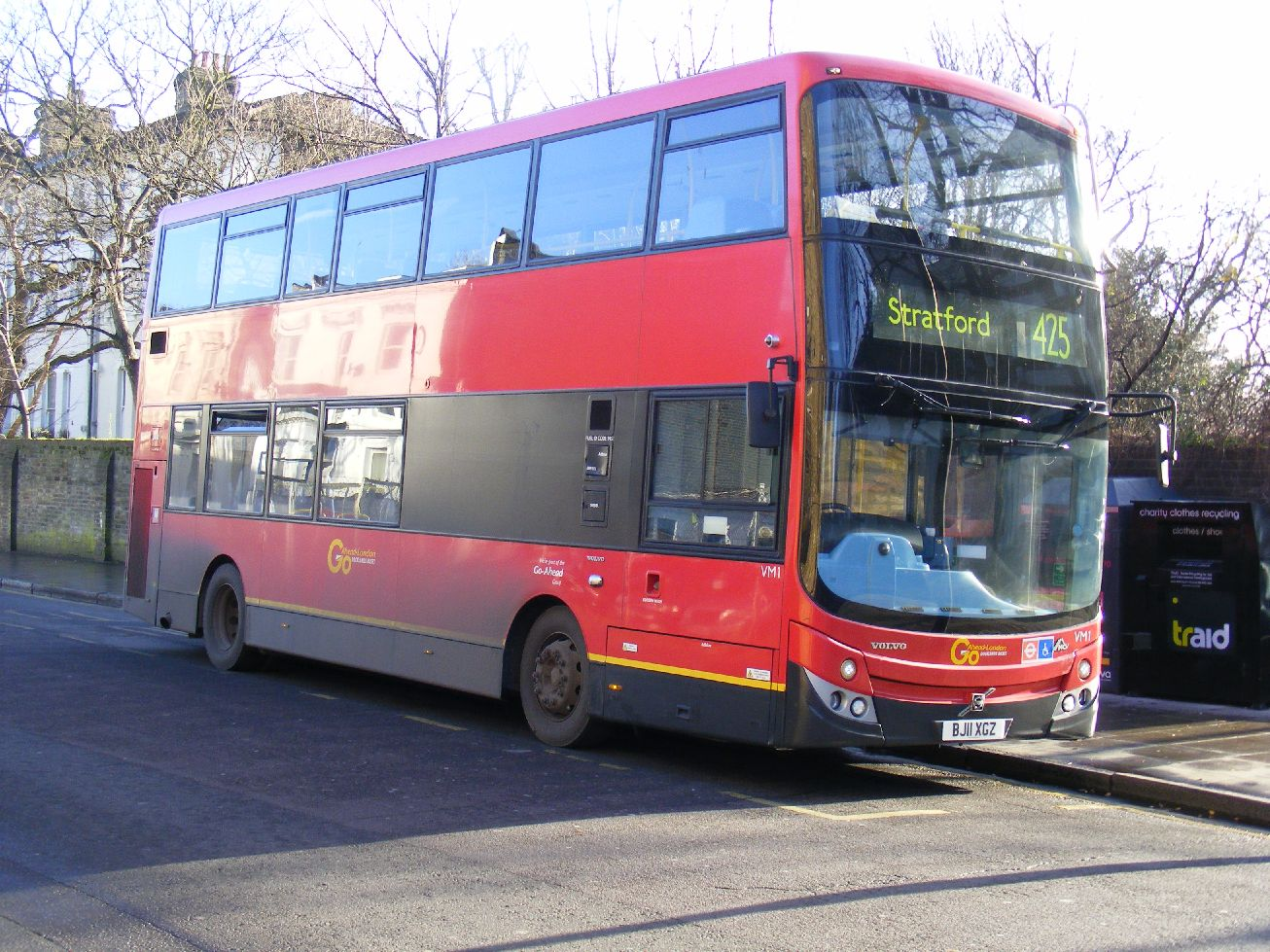
MCV DD103
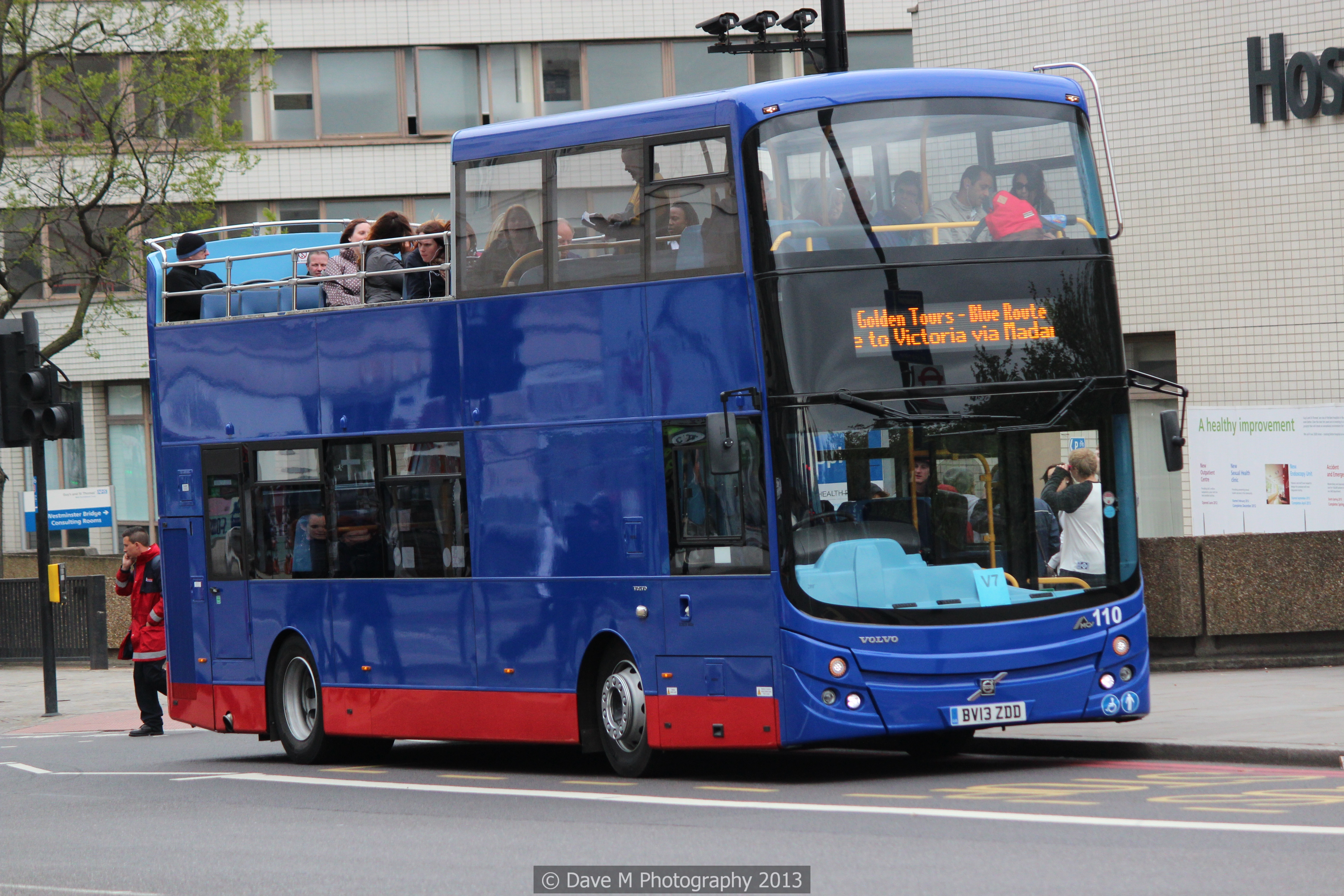
Вид сзади